# 易传媒
易传媒（英語：AdChina）是一家2007年创立的整合数字平台，2015年被阿里妈妈整合。易传媒独立运营期间，主要业务包括广告网络（又称数字媒体整合平台），网络公关平台，电子商务平台和社交网络平台。易传媒为品牌主和代理公司提供整合数字营销解决方案，包括品牌推广、口碑营销和在线销售等一系列产品和服务。

## 历史
易传媒于2007年4月在美国硅谷成立，公司总部设于上海，并在北京和广州开设办公室。

### 融资
易传媒是一家风险投资支持的技术公司，其投资者包括金沙江创业投资（GSR Ventures），Richmond Management和新闻集团（News Corporation）。
- 第一轮融资： 易传媒于2008年6月获得首轮投资，由金沙江创业投资基金牵头[1]。
- 第二轮融资： 易传媒2009年6月完成第二轮融资。此轮投资由Richmond Management牵头，包括金沙江创业投资基金和新闻集团等其他投资方[2]。本次融资将主要用于易传媒技术平台开发、公司团队发展以及新兴战略项目的投资等。

### 阿里妈妈整合
2015年1月，阿里巴巴集团宣布战略投资并控股易传媒，易传媒仍保持独立运营。同年6月，阿里妈妈总裁俞永福通过内部邮件宣布，阿里妈妈将全面整合易传媒。

### 合作伙伴

#### MSN中国
易传媒与MSN中国在网络广告和电子商务两大业务领域建立了战略合作伙伴关系。易传媒获得了MSN中国的新闻、娱乐、财经和视频等多个频道的富媒体广告资源。此外，双方的合作于2009年扩展至电子商务领域，易传媒获得MSN中国购物频道（B2C电子商务平台）的独家运营管理权。MSN中国购物频道（shop.msn.com.cn （页面存档备份，存于））于2009年11月正式上线。

#### 中国网络电视台（CNTV）
2009年12月29日，中国网络电视台（www.cntv.cn （页面存档备份，存于））——中国中央电视台下辖的网络电视平台，和易传媒在北京宣布结成战略合作伙伴关系并签署合作协议。双方合作的主要目的在于共同推动中国网络视频广告的发展。
易传媒将作为“ 中国网络电视台高级战略技术合作伙伴”，并与中国网络电视台携手成立“中国网络电视台·易传媒视频广告联合实验室”，旨在研究并开发创新的广告形式、用户定向方式以及优化技术。双方还将致力于推动视频广告行业规范的制定，研发品牌追踪体系，帮助广告主和代理公司衡量视频广告对品牌指标的影响。
中国网络电视台使用易传媒AdManager作为其广告投放、监测和衡量系统。

#### 湖南卫视金鹰网
2010年1月19日，湖南卫视新媒体金鹰网（Hunantv.com （页面存档备份，存于））与易传媒结成战略合作伙伴。此次战略合作主要涉及两个层面，一是共同成立视频广告联合实验室，研究视频广告的广告形式、优化技术、行业规范等。另一主要合作方面是共同开发针对湖南卫视新媒体金鹰网的两大网站——金鹰网（www.hunantv.com （页面存档备份，存于））和芒果TV（www.imgo.tv （页面存档备份，存于））的广告投放、监测和衡量系统。

## 产品和服务

### 展示广告网络
易传媒展示广告网络每月覆盖3.5亿独立用户，即92%的中国网民（中国网民总数为3.84亿），每月页面浏览量超过90亿，已有超过400家门户和垂直网站加入易传媒展示广告网络。易传媒独立开发和运营的广告伺服器——AdManager，能够投放多种富媒体广告形式。AdManager为广告主提供多种定向手段，包括内容定向、地域定向、回头客定向和行为定向等，以及广告优化技术，如频次控制和创意轮播。
易传媒的每个线上推广活动都提供第三方尼尔森的监测报告。

### 视频广告网络
易传媒视频广告网络包含网络电视WebTV和网络视频媒体两大部分资源，为广告主提供基于正版网络视频的广告服务。

#### 网络电视WebTV
基于与各大电视媒体集团（中国网络电视台和湖南卫视金鹰网）的战略合作伙伴关系，易传媒建立了针对电视节目投放视频广告的平台——网络电视WebTV。易传媒网络电视WebTV平台有两种主要表现形式：
- 利用易传媒广告网络分发电视节目视频；
- 网络电视网站上的视频广告。

分发式网络电视WebTV可理解为嵌入了多段电视节目片段（15~30秒）的浮出式飞扬视频，并在电视节目片段前后以贴片的形式投放TVC广告。网络电视网站上的视频广告则包含了如前贴片和背景广告等常规视频广告形式。

#### 网络视频媒体
整合视频分享网站和视频客户端资源，开发基于网络视频的广告资源。

### 社交（SNS）网络
易传媒社交网络整合了多家社交网站上的大量社交应用（APP），提供给客户多种社交广告服务，包括可扩展通栏、品牌形象植入以及定制社交应用等。此外，易传媒利用社交网站用户的人口统计学信息，如性别和年龄，在整个广告网络中跨平台投放精准定向广告。易传媒同时与大量社交网站的意见领袖紧密合作，利用他们的人际关系网络为广告主提供高效的网络公关服务。

### 电子商务
易传媒运营着MSN中国购物（shop.msn.com.cn （页面存档备份，存于））——一个B2C电子商务平台。MSN中国购物频道售卖包括美容化妆品、服饰和家具等多个种类的商品。基于电子商务平台，易传媒为客户有效整合品牌推广和线上销售。

### 公关网络
易传媒公关网络旨在帮助品牌建立和提升网络口碑。易传媒公关网络整合了门户和垂直网站资源，以及各种用户原创内容（UGC）网站，如社交网站（SNS网站）、博客、论坛和视频分享网站等。
易传媒提供3种主要网络公关解决方案：
- 线上推广活动的公关支持
- 全年持续口碑建立与维护
- 危机公关

### 移动无线网络
易传媒整合移动无线平台（手机、手持移动设备等）与互联网平台，将其展示广告网络、视频广告网络、社交网络、电子商务和公关网络等互联网产品及服务延伸至移动无线平台，为广告主提供跨媒体平台的整合数字营销方案。

## 企业理念
C.A.R.E.
- C - Communication 积极主动的沟通
- A - Accountability 说到做到、值得信赖
- R - Respect 尊重自己、尊重他人
- E - Entrepreneurship 创新进取的创业精神